# Bernard de Blanc
Bernard le Blanc ou Blanchi, mort le 14 décembre  1485, est un prélat français du XVe siècle. 

## Biographie
Bernard le Blanc est prévôt de Beaumont[Lequel ?]. Il est évêque de Vabres à partir de 1453 en succession de son oncle, Jean de Pierre. Il semble qu'il ait renoncé à son siège en 1477.